# Frustration Ridge (Churchill Mountains)
Der Frustration Ridge (englisch für Frustrationsgrat) ist ein Gebirgskamm in der antarktischen Ross Dependency. In den Churchill Mountains bildet er das nördliche Ende der Cobham Range.
Die Mannschaft einer von 1964 bis 1965 dauernden Kampagne im Rahmen der New Zealand Geological Survey Antarctic Expedition benannte ihn so, weil sich die Übersteigung des Gebirgskamms als deutlich mühseliger herausstellte als angenommen.